# Kloosterkerk Sint-Benedictus (Benediktbeuern)
De Kloosterkerk Sint-Benedictus (Duits Klosterkirche St. Benedikt; ook: Basilika St. Benedikt und Klosterbasilika) is de voormalige abdijkerk en huidige parochiekerk in Benediktbeuern (Beieren). Het kerkgebouw behoort tot de meest belangrijke barokkerken van Opper-Beieren en vormt onderdeel van het klooster Benediktbeuern. In 1972 werd de kerk tot basilica minor verheven.

## Geschiedenis

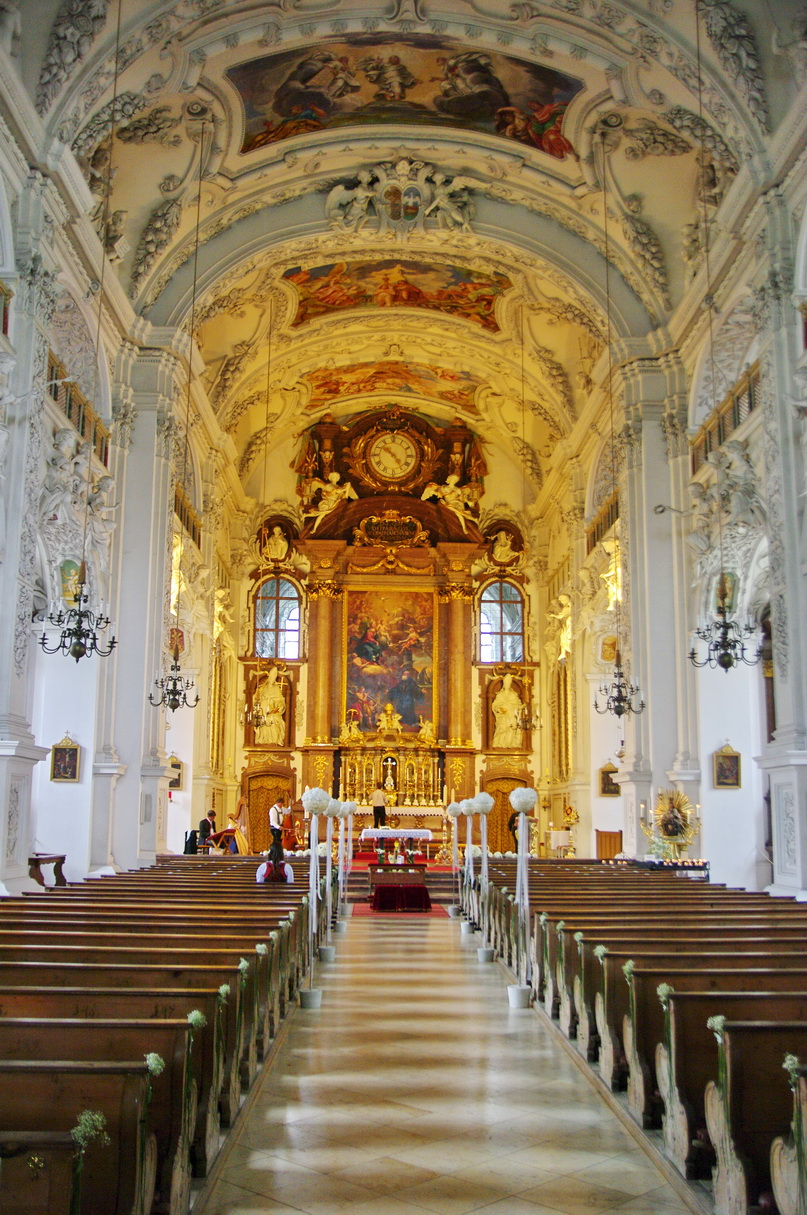
Interieur

De basiliek werd in de 17 eeuw onder abt Plazidus Mayr als kloosterkerk van de benedictijner abdij gebouwd. De toegepaste stijl is de vroege Italiaanse barok en in de gevel zijn ook nog invloeden van de late renaissance te ontdekken.
Onder leiding van Kaspar Feichtmayr werden van 1672 tot 1681 de torens en de sacristie gebouwd. In aansluiting daarop werd tussen 1681 en 1686 het overige kerkgebouw opgericht, waarvan het kerkschip 18 meter lang en 26 meter breed meet.
Tot de secularisatie bleef de Sint-Benedictuskerk een kloosterkerk. Tegenwoordig is het de parochiekerk van Benediktbeuern. Wegens instortingsgevaar moest het kerkgebouw in de periode 1962-1973 worden gerenoveerd.
Paus Paulus VI verhief de kerk op 29 mei 1972 tot basilica minor.

## Interieur
Het interieur is overvloedig met stucwerk versierd. De fresco's in de gewelven zijn van de hand van Hans Georg Asam, de vader van de bekendere gebroeders Asam, en gelden als de vroegste fresco's van de oudbeierse barokkunst.
Het schilderij in het hoofdaltaar (1788) en de schilderijen van de voorste zijaltaren zijn het werk van de vermaarde Martin Knoller. Het beeld links van het schilderij stelt de heilige Bonifatius voor, een van de stichters van Benediktbeuern, en rechts de heilige Ulrich van Augsburg.
Op het in 1973 nieuw geplaatste volksaltaar wordt op feestdagen het door de Münchener goudsmid Peter Streissel in 1794 vervaardigde armreliek van Sint-Benedictus tentoongesteld. Achter de ramen boven de beelden van het hoogaltaar bevindt zich het koor waar de monniken zevenmaal per dag en eenmaal in de nacht samen kwamen om God door het zingen van psalmen te danken (het zogenaamde Psallierchor). Hieronder bevindt zich de sacristie.
Aan de noordoostelijke hoek van de kerk werd in 1753 de rococokapel ter ere van de heilige Anastasia van Sirmium gebouwd.

## Orgel
Het grote orgel werd tussen 1682 en 1686 door Christoph Egedacher uit Salzburg gebouwd. In 1770 werd het instrument door Andreas Jäger vergroot en kreeg het een nieuwe orgelkas. Het in 1967 gerestaureerde orgel bleef bewaard en telt 33 registers verdeeld over twee manualen.

## Klokken
| Nr. | Naam           | Gewicht  | Toren             | Toon |
| --- | -------------- | -------- | ----------------- | ---- |
| 1   | Benedictusklok | 4630 kg. | Noordelijke toren | b°   |
| 2   | Anastasiaklok  | 1800 kg. | Zuidelijke toren  | d´   |
| 3   | Mariaklok      | 850 kg.  | Zuidelijke toren  | f´   |
| 4   | Don-Boscoklok  | 650 kg.  | Zuidelijke toren  | g´   |
| 5   | Annaklok       | 300 kg.  | Zuidelijke toren  | b´   |

## Trivia
In 2012 vond in de kerk de protestantse uitvaartplechtigheid van Harry Valérien plaats.

## Afbeeldingen

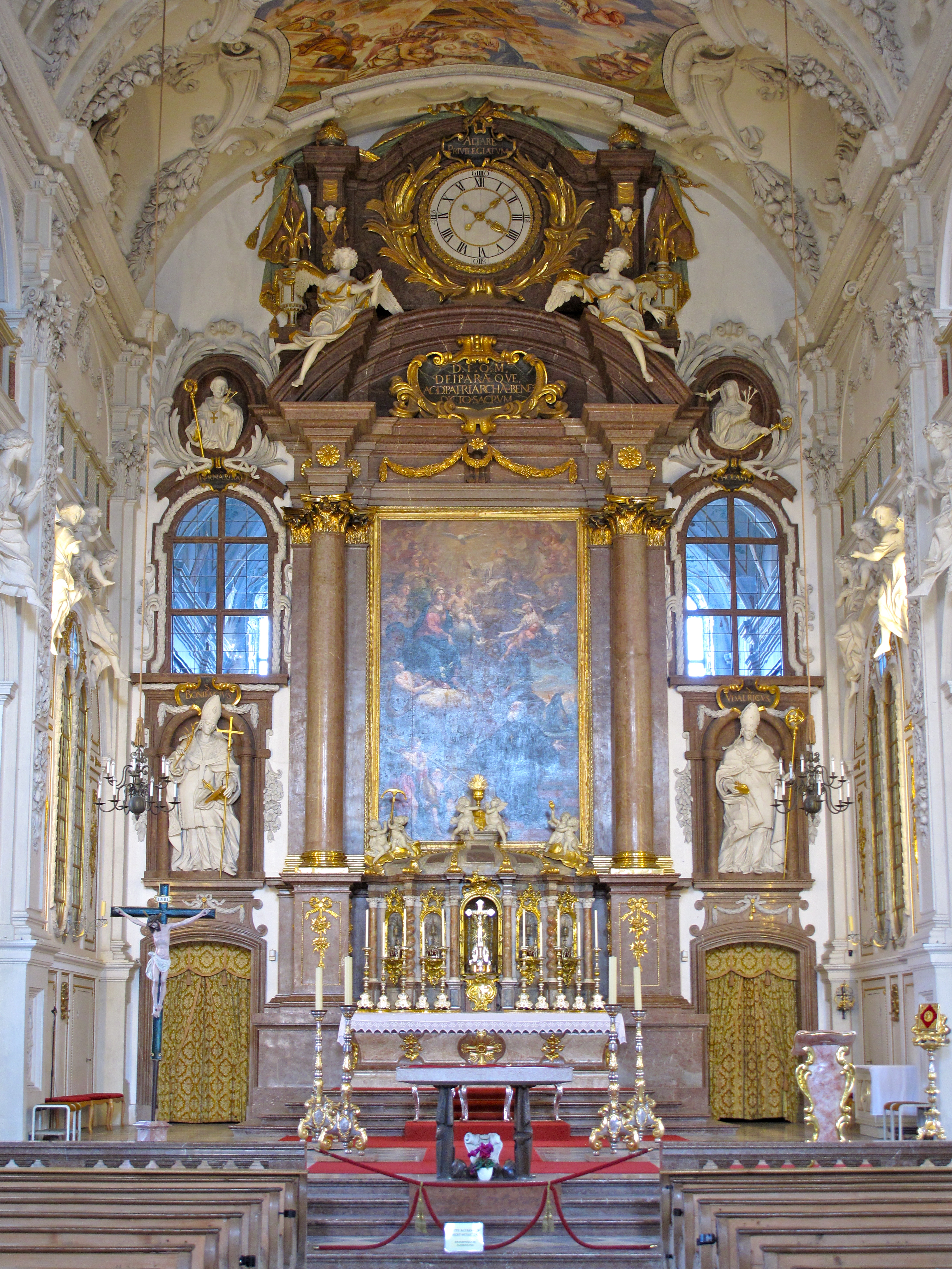
Hoogaltaar
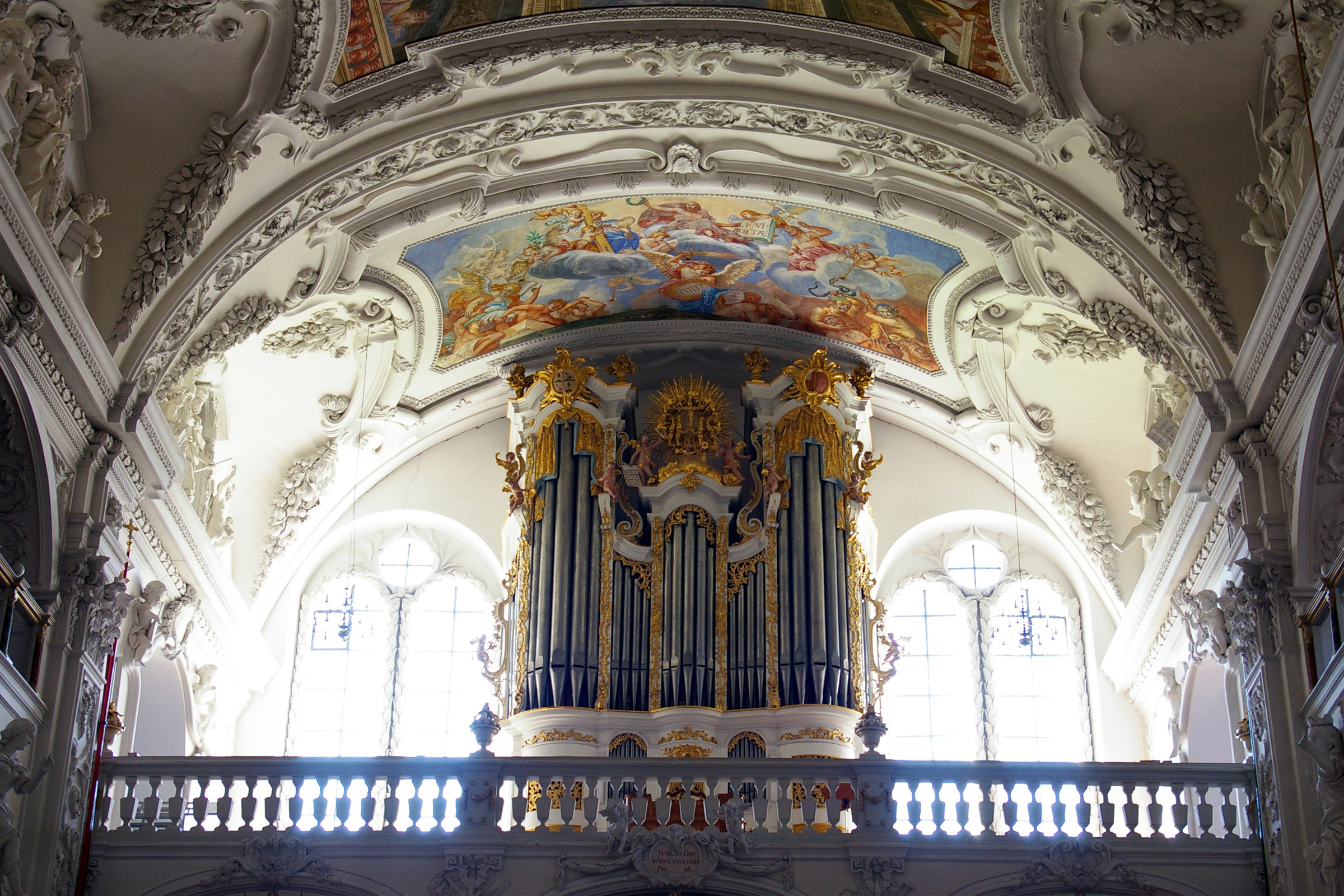
Orgel
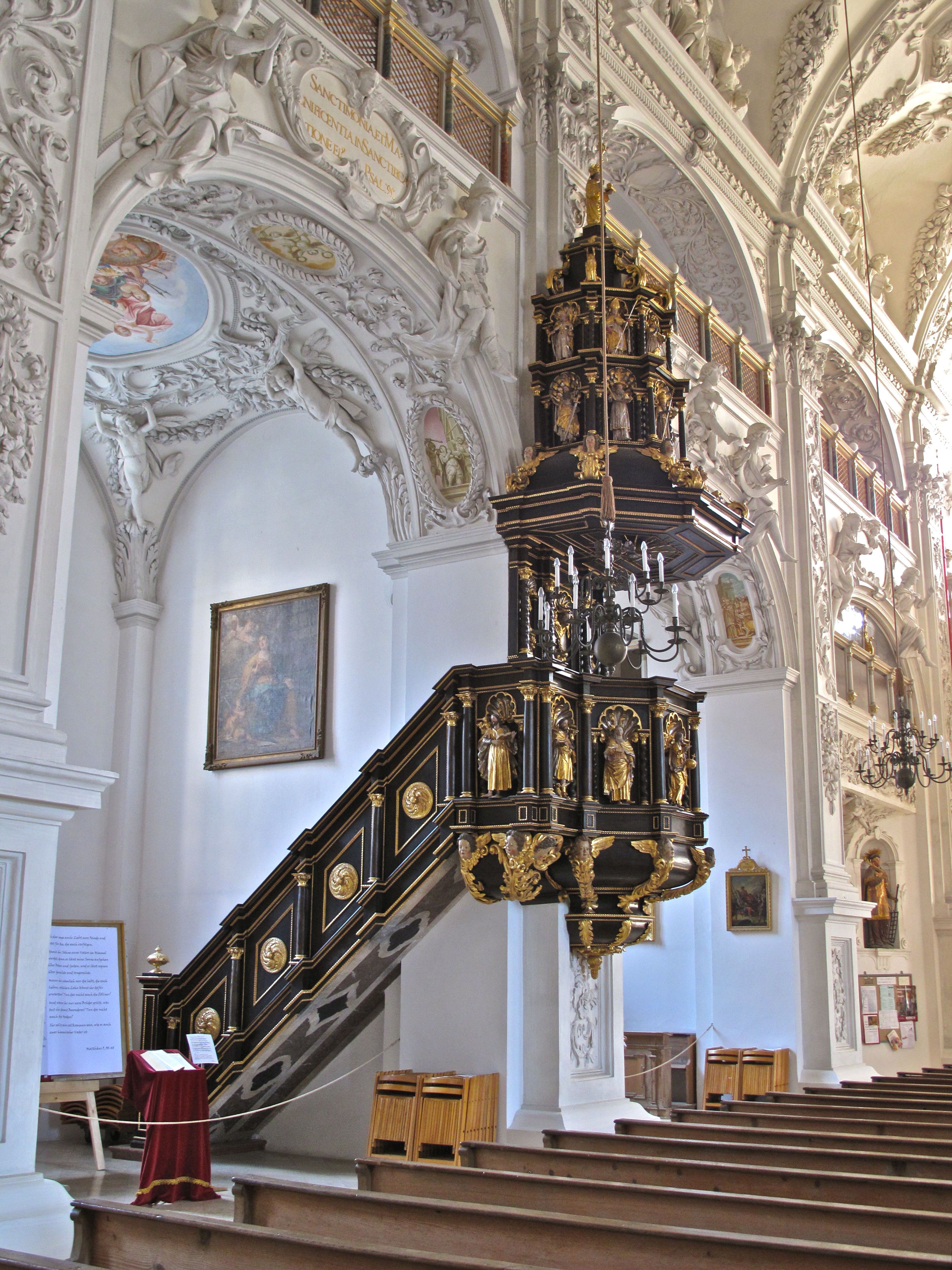
Preekstoel
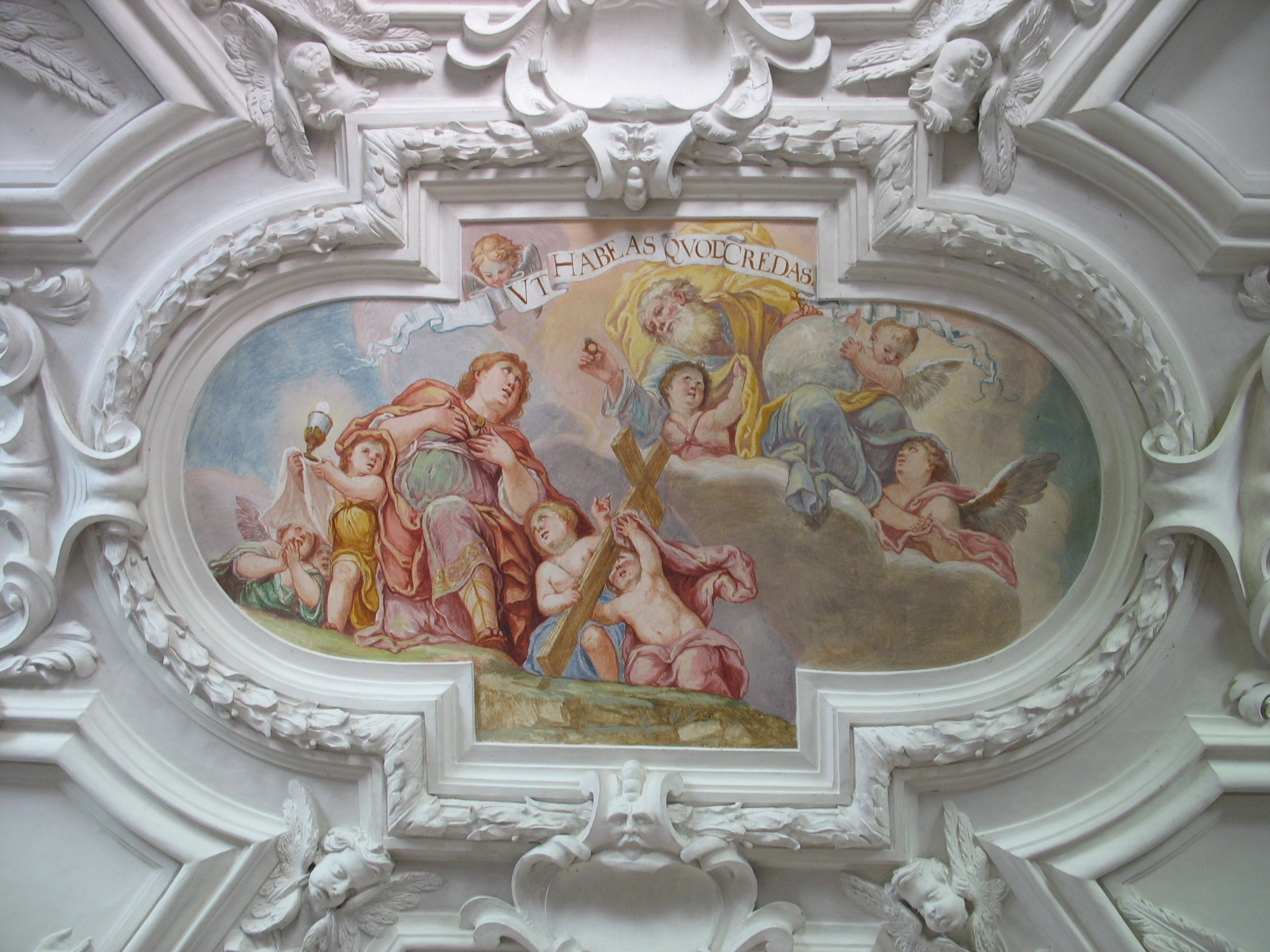
Fresco
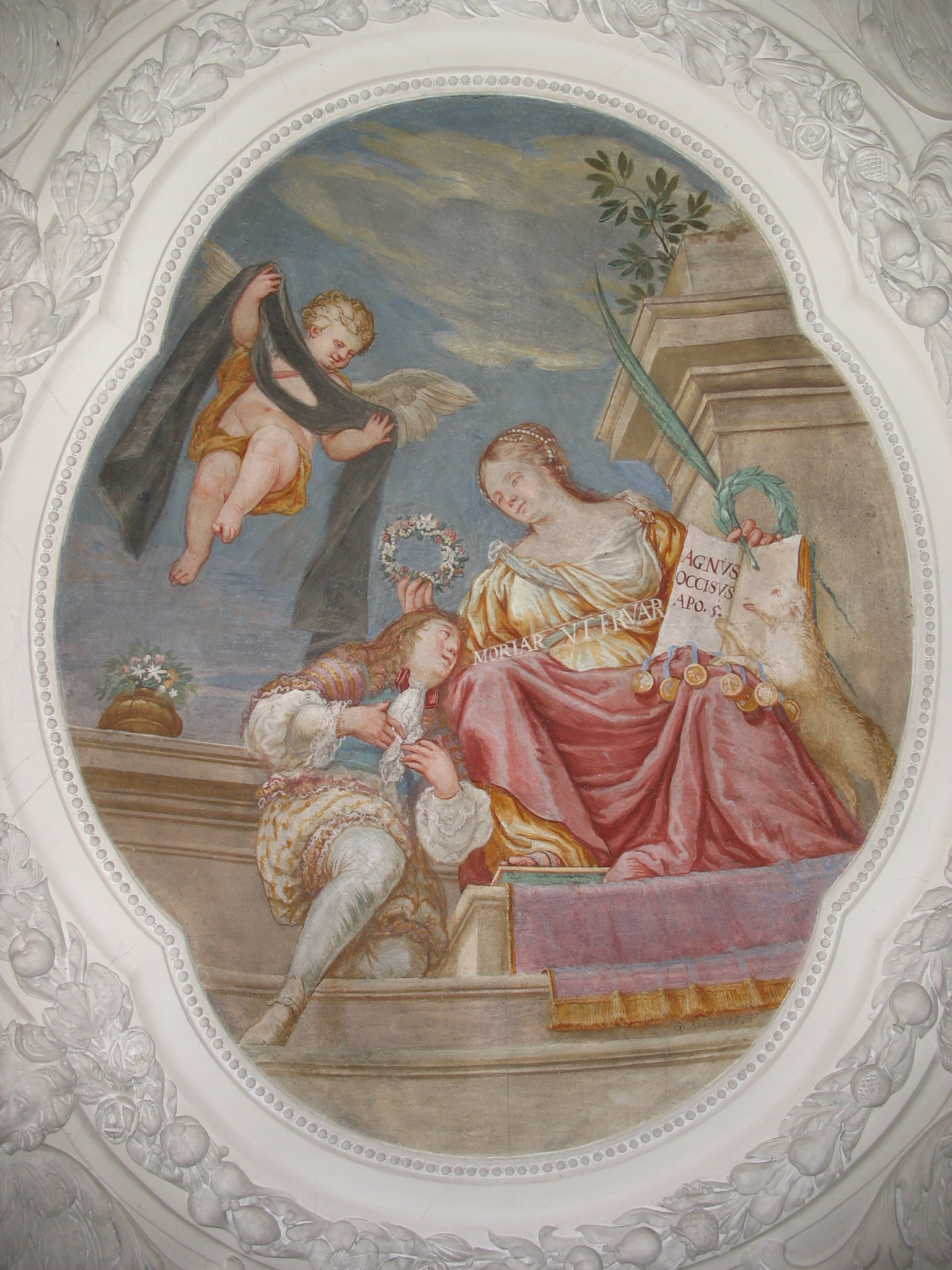
Fresco